# Mohammed Tahiri
Mohammed Tahiri (Rotterdam, 22 januari 2001) is een Nederlandse voetballer van Marokkaans afkomst. Hij  speelt voor Telstar.

## Carrière
Tahiri begon te voetballen in de jeugd bij Spartaan'20 waarna hij de overstap maakte naar de jeugdafdeling van Sparta Rotterdam. Na zijn seizoen in Jong Sparta Rotterdam liep zijn contract in Rotterdam af, dat niet verlengd werd. Daardoor tekende Tahiri een contract tot juni 2024 met een optie tot nog 1 seizoen bij Telstar, dat hem transfervrij overnam van Sparta Rotterdam.
Op 14 augustus 2023 in de uitwedstrijd tegen Jong PSV maakte Tahiri zijn debuut voor Telstar. Hij kwam in de 70e minuut als invaller voor Youssef El Kachati en de wedstrijd ging uitendelijk met 1-0 verloren.

## Statistieken
| Seizoen                       | Club           | Land           | Competitie     | Competitie | Competitie | Beker | Beker | Totaal | Totaal |
| Seizoen                       | Club           | Land           | Competitie     | Wed.       | Dlp.       | Wed.  | Dlp.  | Wed.   | Dlp.   |
| ----------------------------- | -------------- | -------------- | -------------- | ---------- | ---------- | ----- | ----- | ------ | ------ |
| 2023/24                       | Telstar        | Nederland      | Eerste Divisie | 12         | 1          | 1     | 0     | 13     | 1      |
| Carrièretotaal                | Carrièretotaal | Carrièretotaal | Carrièretotaal | 12         | 1          | 1     | 0     | 13     | 1      |
| Bijgewerkt t/m 2 januari 2024 |                |                |                |            |            |       |       |        |        |

## Interlands

### Nederland onder 15
Op 26 november 2015 maakte Tahiri zijn debuut tegen Belgie onder 15. Nederland verloor de wedstrijd met 3-1. Op 4 februari 2016 speelde hij zijn tweede interland tegen Oostenrijk onder 15 deze wedstrijd werd gewonnen met 4-0.
| Interlands van Mohammed Tahiri voor Nederland onder 15 | Interlands van Mohammed Tahiri voor Nederland onder 15 | Interlands van Mohammed Tahiri voor Nederland onder 15 | Interlands van Mohammed Tahiri voor Nederland onder 15 | Interlands van Mohammed Tahiri voor Nederland onder 15 | Interlands van Mohammed Tahiri voor Nederland onder 15 | Interlands van Mohammed Tahiri voor Nederland onder 15 |
| №                                                      | Datum                                                  | Wedstrijd                                              | Uitslag                                                | Competitie                                             | Goals                                                  | Assists                                                |
| ------------------------------------------------------ | ------------------------------------------------------ | ------------------------------------------------------ | ------------------------------------------------------ | ------------------------------------------------------ | ------------------------------------------------------ | ------------------------------------------------------ |
| 1.                                                     | 26 november 2015                                       | Belgie onder 15 – Nederland onder 15                   | 3 – 1                                                  | Vriendschappelijk                                      | 0                                                      | 0                                                      |
| 2.                                                     | 4 februari 2016                                        | Nederland onder 15 – Oostenrijk onder 15               | 4 – 0                                                  | Vriendschappelijk                                      | 0                                                      | 0                                                      |
| 3.                                                     | 6 februari 2016                                        | Turkije onder 15 – Nederland onder 15                  | 0 – 1                                                  | Vriendschappelijk                                      | 0                                                      | 0                                                      |
| 4.                                                     | 9 april 2016                                           | Nederland onder 15 – Servië onder 15                   | 1 – 0                                                  | Vriendschappelijk                                      | 0                                                      | 0                                                      |
| 5.                                                     | 19 mei 2016                                            | Duitsland onder 15 – Nederland onder 15                | 1 – 0                                                  | Vriendschappelijk                                      | 0                                                      | 0                                                      |
| 6.                                                     | 21 mei 2016                                            | Duitsland onder 15 – Nederland onder 15                | 1 – 2                                                  | Vriendschappelijk                                      | 0                                                      | 0                                                      |

### Nederland onder 18
Op 22 maart 2019 maakte Tahiri zijn debuut tegen Italië onder 18. Nederland won de wedstrijd met 2-0.
| Interlands van Mohammed Tahiri voor Nederland onder 18 | Interlands van Mohammed Tahiri voor Nederland onder 18 | Interlands van Mohammed Tahiri voor Nederland onder 18 | Interlands van Mohammed Tahiri voor Nederland onder 18 | Interlands van Mohammed Tahiri voor Nederland onder 18 | Interlands van Mohammed Tahiri voor Nederland onder 18 | Interlands van Mohammed Tahiri voor Nederland onder 18 |
| №                                                      | Datum                                                  | Wedstrijd                                              | Uitslag                                                | Competitie                                             | Goals                                                  | Assists                                                |
| ------------------------------------------------------ | ------------------------------------------------------ | ------------------------------------------------------ | ------------------------------------------------------ | ------------------------------------------------------ | ------------------------------------------------------ | ------------------------------------------------------ |
| 1.                                                     | 22 maart 2019                                          | Nederland onder 18 – Italië onder 18                   | 2 – 0                                                  | Vriendschappelijk                                      | 0                                                      | 0                                                      |